# Kraven the Hunter (film)
Kraven the Hunter är en amerikansk superhjältefilm från 2024 som är baserad på Marvel Comics karaktär med samma namn. Filmen produceras av Columbia Pictures i samarbete med Marvel och är den fjärde filmen i Sony's Spider-Man Universe (SSU). Filmen är regisserad av J. C. Chandor, med manus skrivet av Art Marcum, Matt Holloway och Richard Wenk.
Filmen hade biopremiär i Sverige den 13 december 2024, utgiven av Sony Pictures Releasing. Premiären har tidigare varit planerad till den 13 januari och 6 oktober 2023, men har blivit uppskjuten flera gånger.

## Rollista (i urval)
- Aaron Taylor-Johnson – Sergei Kravinoff / Kraven
  - Levi Miller – Sergei Kravinoff som ung[10]
- Ariana DeBose – Calypso
- Fred Hechinger – Dmitri Smerdyakov / Chameleon
- Christopher Abbott – The Foreigner[11]
- Alessandro Nivola – Aleksei Sytsevich / Rhino
- Russell Crowe – Nikolai Kravinoff